# HA(L)-3
Il Helicopter Attack Squadron (Light) 3 o HA(L)-3, soprannominato Seawolves, era uno squadrone della U.S. Navy costituito nel 1967 per fornire supporto alle operazioni del Naval Special Warfare e alla Mobile Riverine Forces durante la guerra del Vietnam. Tutto il personale dello squadrone era volontario.

## Gli inizi delle cannoniere volanti della Marina statunitense
Prima della guerra del Vietnam l'elicottero era considerato, da parte dell'U.S. Army, come un importante strumento per la ricognizione, per le operazioni di ricerca e soccorso (SAR) e per l'evacuazione medica dei feriti (MEDEVAC). Nella U.S. Navy l'elicottero veniva utilizzato principalmente nel SAR, nel rifornimento (VERTREP - Rifornimento verticale), durante le operazioni anfibie e, in via sperimentale, come mezzo per dragare le mine. I compiti offensivi attribuiti a questa macchina erano costituiti principalmente dalla lotta antisommergibile, grazie alla capacità che aveva questo mezzo di trasportare e lanciare dei siluri. Per l'attacco agli obiettivi terrestri la Marina continuava a preferire i velivoli ad ala fissa alle macchine ad ala rotante.
Nel 1965 la Marina iniziò, al largo della costa dell'allora Vietnam del Sud, delle operazioni congiunte in supporto alle crescenti attività belliche. Nello stesso anno iniziarono ad essere effettuate, lungo il fiume Mekong, anche delle limitate operazioni di contrasto alle linee di comunicazione, ricerca e distruzione dei depositi dei rifornimenti e della riscossione delle tasse da parte dei Viet Cong. Sulla base dei primi successi della Marina fluviale (Brown-water Navy) venne deciso di ampliare queste operazioni a tutta l'area del delta del Mekong. Venne anche riconosciuto che il supporto aereo aveva un ruolo chiave nel determinare la sopravvivenza delle imbarcazioni che operavano nei fiumi.

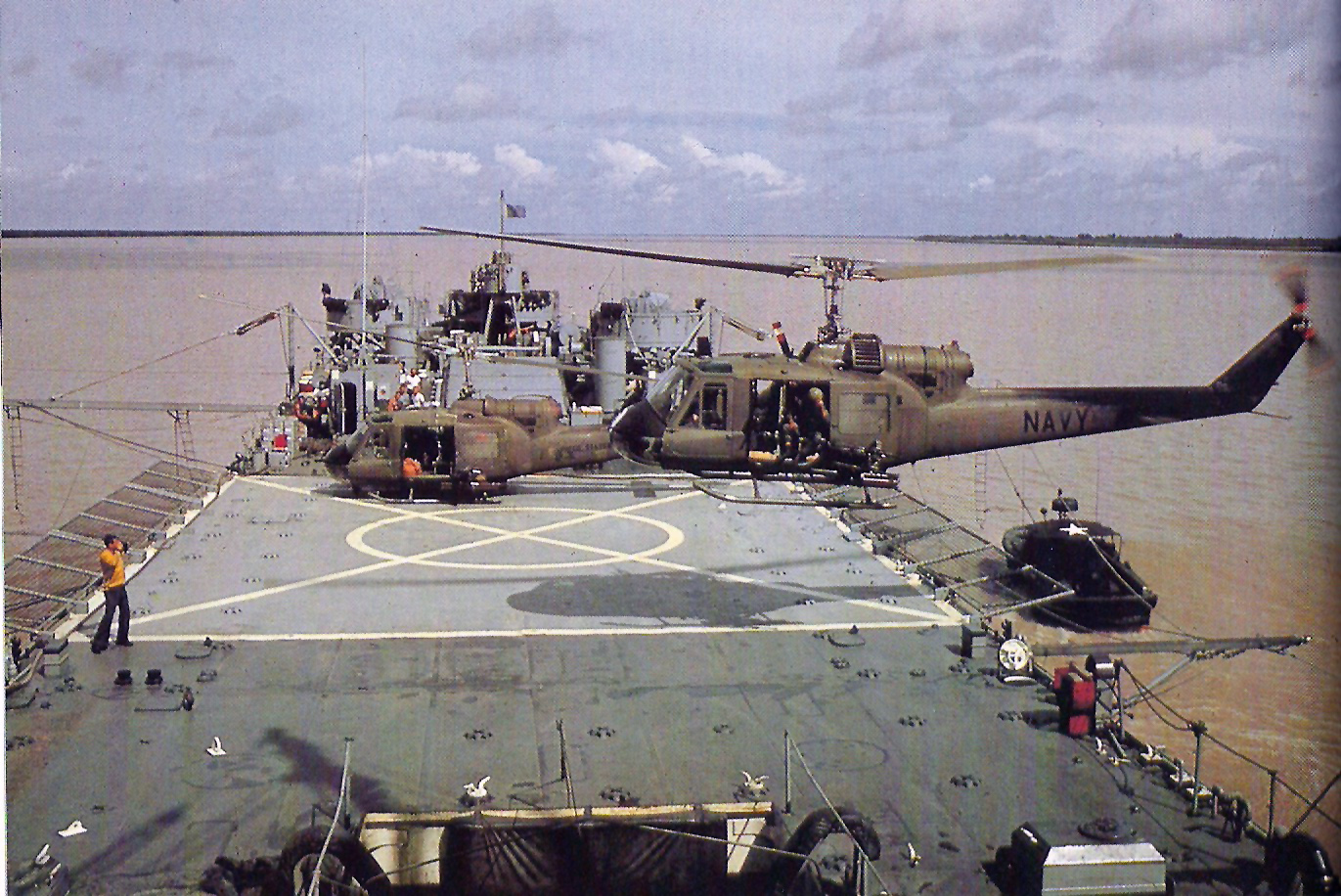
Un elicottero UH-1E dell'HA(L)-3 atterra sulla USS Harnett County (LST-821)

All'inizio le operazioni sui fiumi della Marina erano supportate da elicotteri e personale del 145th Combat Aviation Battalion dell'aviazione dell'U.S. Army, che avevano una grande esperienza nelle operazioni e nelle tattiche con le cannoniere volanti ad ala rotante. Operando dalla nave madre USS Belle Grove l'Esercito e la Marina operarono insieme durante l'Operazione Jackstay. Nonostante lo sforzo congiunto portato avanti durante questa operazione si dimostrasse un successo, emerse la convinzione che piloti ed equipaggi della Marina fossero più adatti per queste missioni, specialmente se la missione richiedeva ai piloti e agli equipaggi di operare dal ponte di una nave in tutte le condizioni meteorologiche, di giorno come di notte. Inoltre i piloti e il personale di volo dell'Esercito mancavano dell'addestramento alle operazioni a bordo di una nave. Emerse quindi la necessità di creare in Vietnam un programma della Marina specifico per le cannoniere volanti ad ala rotante.

## La nascita del HA(L)-3 e dei Seawolves
Nel 1966 in risposta alla guerra in corso nel Sud Vietnam venne dato avvio al supporto alle operazioni per mezzo degli elicotteri. Inizialmente fu lo Helicopter Combat Support Squadron ONE, (HC-1) al quale vennero assegnate delle cannoniere volanti ad ala rotante con le quali condurre delle operazioni di combattimento nella regione del delta del Mekong nel Vietnam del Sud. Lo Squadron HC-1 operava due distaccamenti formati da una coppia di cannoniere volanti con degli UH-1B che l'esercito gli aveva ceduto. Questi distaccamenti, che operavano sia da basi a terra che dalle navi utilizzate per il supporto delle PBR, fornivano un supporto ravvicinato alle unità della Marina fluviale (Brown-water Navy). L'efficacia della rapidità della risposta fornita dagli elicotteri da attacco diventò subito evidente.

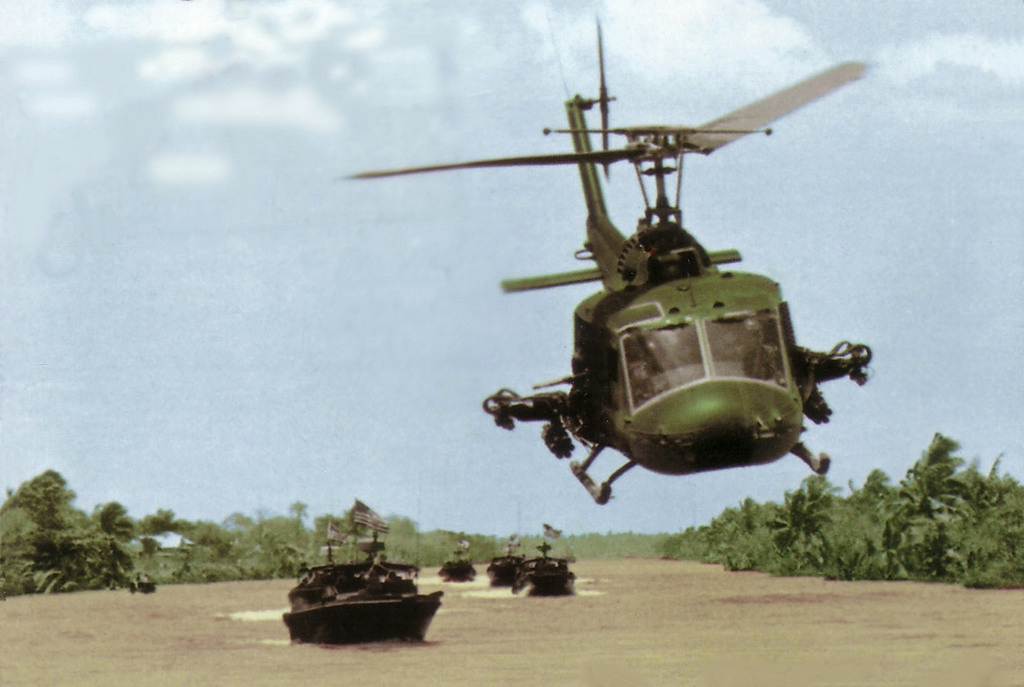
Un elicottero UH-1E dell'HA(L)-3 mentre scorta delle PBR

Pertanto la Marina iniziò ad estendere le specifiche delle missioni. Divenne quindi evidente la necessità di formare uno squadrone che avesse come compito specifico quello di fornire supporto a questo tipo di operazioni. Nell'aprile del 1967 l'HC-1 venne diviso in quattro unità separate: lo Helicopter Combat Support Squadron THREE (Navy Vertical Replenishment), lo Helicopter Combat Support Squadron FIVE, lo Helicopter Combat Support Squadron SEVEN (Navy Combat Search and Rescue) ed infine nello Helicopter Attack Squadron (Light) 3, o HA(L)-3, che venne soprannominato Seawolves.
Sempre nel 1966 la Marina inviò una richiesta a tutta la flotta per la ricerca di aviatori navali volontari per formare gli equipaggi dello HA(L)-3. Furono ottanta gli aviatori che risposero e furono trasferiti in Vietnam, divenendo i primi Seawolves. Il primo aprile del 1967 venne ufficialmente formato nel Vietnam del Sud lo HA(L)-3 sotto il comando del lieutenant commander (LCDR) Joseph B. Howard.
Il lupo sulla patch era ispirato al leone del logo delle lattine di birra della birra Löwenbräu, Al lupo era stato aggiunto il tridente quale simbolo per la Marina, uno scudo con un asso di spade a simboleggiare la morte mentre il rosso e giallo erano i colori della bandiera del Vietnam del Sud.

## I combattimenti in Vietnam
I Seawolves effettuarono la loro prima azione di maggior rilievo quando ancora erano parte dello HC-1. Il 31 ottobre del 1966 due navi della Marina incontrarono una forza superiore di ottanta imbarcazioni che stavano trasferendo un battaglione Viet Cong. Incontrando una fiera resistenza da parte di queste imbarcazioni, il comandante delle due imbarcazioni della Marina chiese il supporto aereo. Decollati su allarme e arrivati in zona in circa quindici minuti i Seawolves reclamarono l'affondamento o la distruzione di sedici imbarcazioni dei Viet Cong.
Lo Squadron venne attivato il primo aprile del 1967 con la cerimonia ufficiale che si tenne a Vung Tau. Era composto da quattro reparti: il Detachment 1, in precedenza era il Detachment 29 dello squadron HC-1, che aveva la sua base sulla USS Hunterdon County; il Detachment 2, ex Detachment 27 dell'HC-1, con base sulla Nhà Bè Base; il Detachment 3, prima Detachment 25 dell'HC-1, che operava dal campo di aviazione di Vĩnh Long e infine il Detachment 4, che sostituiva il Detachment 21 dell'HC-1 e che aveva la sua base sulla USS Jennings County.
Per l'agosto del 1967 l'HA(L)-3 era cresciuto ed era ora costituito da otto detachment ognuno con due elicotteri. Lo Squadron operava ora dalle basi di Vung Tau, Binh Thuy Air Base, Đồng Tâm Base Camp, Vĩnh Long e Nhà Bè Base. Inoltre dagli LST ancorati sui fiume Bassac, Hàm Luông e Cổ Chiên.
Una volta costituito lo Squadron effettuava missioni di ricerca e distruzione, ricognizione, evacuazione dei feriti (MEDEVAC) e inserimento delle pattuglie dei Navy SEAL. Fin dal suo insediamento il reparto venne sempre considerato come una forza di reazione rapida. Una coppia di equipaggi ed elicotteri era in costante allerta, con turni di ventiquattro ore, pronta a fornire supporto aereo entro un raggio di 80 km (50 miglia) dalla base dalla quale operavano. Lo squadrone venne assegnato alla Task Force 116 e venne inizialmente assegnato al supporto delle operazioni delle PBR (Patrol Boat, River), ma si trovò coinvolto nel supporto anche della Task Force 117 e anche delle unità dell'U.S. Army.

## 1968
Il 13 giugno del 1968 l'UH-1B #62-12515, Seawolf 321, del Detachment 1, con base sulla USS Harnett County, venne abbattuto sull'isola di Dung. Non ci furono superstiti tra i quattro membri dell'equipaggio. 

## 1969
Nel marzo di questo anno il Seawolf 305 precipitò per una avaria al motore. Nell'incidente due membri dell'equipaggio restarono uccisi. Il 23 aprile un elicottero del Detachment 3 urtò un cavo elettrico e precipitò, causando la morte di un membro dell'equipaggio, nella base aerea di Cu Chi. Il 28 aprile il Seawolf 320 precipitò uccidendo tre uomini di equipaggio e, nelle vicinanze, il Seawolf 305 effettuò un atterraggio d'emergenza. Durante il recupero dell'equipaggio un membro venne ucciso. In agosto il Seawolf 331 precipitò in decollo causando la morte di un membro dell'equipaggio. Nello stesso periodo il Seawolf 300 venne abbattuto. Il 15 settembre il Seawolf 302 precipitò decollando dalla USS Harnett County e nell'incidente morirono due membri dell'equipaggio. Il 7 dicembre il Seawolf 313 precipitò e un membro dell'equipaggio perse la vita. 

## 1970
Il 20 febbraio le autorità cambogiane hanno riconsegnato i corpi di due membri dell'equipaggio di un elicottero della Marina che era precipitato in Cambogia il 28 aprile del 1969. Il 29 marzo un distaccamento di tre elicotteri fornirono supporto alla difesa del campo delle forze speciali di Chi Lang. Il 13 aprile il Seawolf 315 ammarò nel golfo di Thailandia mentre si avvicinava alla USS Garrett County. Il 9 maggio lo squadrone di elicotteri iniziò ad operare a supporto delle operazioni in Cambogia. Il 22 maggio il Seawolf 302 venne abbattuto e successivamente distrutto con un attacco aereo. Il primo giugno un elicottero dello squadrone precipitò sulla base di Binh Thuy. Nell'incidente perirono tre membri dell'equipaggio. Il 5 luglio il Seawolf 325 effettuò un atterraggio di emergenza, l'equipaggio venne salvato mentre l'elicottero venne recuperato il giorno successivo. Il 13 agosto un elicottero dello squadrone precipitò in decollo a Binh Thuy. Il 15 settembre Seawolf 312 e il Seawolf 313 vennero abbattuti, causando la morte di due membri dell'equipaggio, mentre scortavano un elicottero di evacuazione medica. Il 3 ottobre il Seawolf 306 precipitò in atterraggio sulla base di Cà Mau. Un membro dell'equipaggio rimase ucciso nell'incidente. Il 16 novembre un elicottero del Detachment 7 precipitò vicino a Đồng Tâm. Il 26 novembre un elicottero dello squadrone affondò nel golfo di Thailandia. Il 19 dicembre il Seawolf 312 precipitò a sudest di Kien Long provocando la morte dei quattro membri dell'equipaggio.

## 1971
Il 17 febbraio un elicottero UH-1B dello squadrone ebbe una avaria al motore e ammarò nel golfo di Thailandia
. L'otto marzo un UH-1C a causa di una avaria la motore precipitò in autorotazione nel mare causando danni alle strutture che resero irrecuperabile il velivolo
.. Il 3 aprile durante una esercitazione all'autorotazione a Cà Mau un UH-1B precipitò distruggendosi. Il 19 aprile un il mitragliere di UH-1B venne ucciso dall'esplosione di un razzo causato dal fuoco nemico
. Il 28 maggio un UH-1B venne distrutto da un colpo di cannone senza rinculo da 75 mm mentre era sul ponte della YRBM-21
. Il 28 agosto il Seawolf 316 venne colpito da fuoco da terra e precipitò in acqua
. Il 30 agosto un UH-1 venne abbattuto e successivamente distrutto a terra
. Il 20 settembre il Seawolf 322 si disintegrò a mezza'aria sopra la provincia di Hậu Nghĩa causando la morte dei quattro membri dell'equipaggio
. Il 18 ottobre l'elicottero Sealord 11, roteando finì in acqua durante una operazione di sollevamento di carichi risultando danneggiato in modo tale da renderlo impossibile da riparare
.

## 1972
Il 26 gennaio del 1972 iniziò il ritiro dello squadrone. Il 3 febbraio sulla base di Phu Loi venne smobilitato il Detachment 6 e, sulla base navale di Nam Can, il 6 febbraio lo fu il Detachment 1. La smobilitazione proseguì con il Deatchment 5, 14 febbraio sulla base di Châu Đốc, e il 18 febbraio, sulla base di Rạch Giá, concluse le operazioni il Detachment 8. Il giorno seguente si fermarono le attività del Detachment 4 e il 23 febbraio, a Cà Mau, fu la volta del Detachment 3. Il Detachment 2 concluse le operazioni il 26 febbraio sulla base di Nhà Bè mentre il 2 marzo smise di operare il Detachment 9, che aveva sede sulla base aerea di Binh Thuy. Il 6 marzo venne ritirata l'ultima cannoniera volante dello squadrone e il 16 marzo l'intera unità completò le operazioni per il ritiro completando la smobilitazione.
Al momento della conclusione delle operazioni l'HA(L)-3 aveva effettuato 120.000 sortite di combattimento sul Sud Vietnam e la Cambogia. Durante queste operazioni erano caduti 44 membri degli equipaggio e altri 200 erano stati i feriti.

## Sviluppi successivi al conflitto vietnamita
Quattro anni dopo la smobilitazione dello squadrone HA(L)-3 la U.S. Navy ha nuovamente preso atto della necessità di disporre di un supporto aereo specializzato come era quello fornito dai Seawolf. Di conseguenza sono stati formati lo Helicopter Attack Squadron (Light) Four nel 1976 e nel 1977 Helicopter Attack Squadron (Light) Five. Con queste due unità la flotta disponeva nuovamente di cannoniere volanti anche se attraverso la riserva della Marina. Queste due unità non hanno mai partecipato ai combattimenti come squadroni Helicopter Attack Squadron (Light) sono state impegnate in combattimento durante le operazioni Operation Desert Shield/Storm, l'Operazione Uphold Democracy, l'Operazione Joint Endeavor, l'Operazione Enduring Freedom e la Operation Iraqi Freedom Freedom come Helicopter Combat Support (HCS)-4/HSC-84 e HCS-5.